# Seznam majáků v Litvě
Seznam majáků v Litvě (maják litevsky švyturys)
Litva, jedna z tří pobaltských zemí, má majáky a navigační značky na jihovýchodním pobřeží Baltského moře, v Kurském zálivu a v deltě řeky Němen v Klaipedském kraji. Nejstarším je maják Klaipeda postavený v roce 1796, který byl přestavěn v roce 1953. Majáky Nida, Klaipeda, Uostadvaris, Ventės Rago a Pervalkos pro svou historickou, architektonickou a technickou hodnotu jsou zapsány v seznamu nemovitých kulturních památek Litevské republiky. V době nadvlády SSSR byly majáky považovány za strategické objekty. V jejích okolí byla zakázána jakákoliv výstavba výškových budov a bylo zakázáno jejich fotografování a propagace. Litevské majáky jsou otevřené a přístupné veřejnosti. V Seznamu litevských majáků a světelných navigačních značek (LIETUVOS NAVIGACINIAI ŽENKLAI IR ŠVIESOS BALTIJOS JŪRA) na pobřeží, v přístavech a v ústí řek je jich evidováno na padesát.
| Název                               | Obrázek                                  | Místo                                               | souřadnice                             | Výška majáku [m] | Výška světla m n. m. | Charakteristika        | Charakteristika | Dosvit nm (km)             | Rok stavba/přestavba | LTSA UKHO |
| ----------------------------------- | ---------------------------------------- | --------------------------------------------------- | -------------------------------------- | ---------------- | -------------------- | ---------------------- | --------------- | -------------------------- | -------------------- | --------- |
| Nida Nidos švyturys                 |                                          | Nida, Baltské moře, Kurská kosa                     | 55°18′18,58″ s. š., 20°59′43,8″ v. d.  | 29               | 77                   | Fl(2)W 5 8s            |                 | 22 (40,7)                  | 1874/1953            | C3318     |
| Ventės rago Ventės rago švyturys    |                                          | Mys Vente, Kurský záliv                             | 55°20′27,38″ s. š., 21°11′23,57″ v. d. | 11               | 13                   | F fix W                |                 | 1,9 (3,5)                  | 1837/ 1852–1860      |           |
| Uostadvaris Uostadvario švyturys    |                                          | Uostadvaris, delta řeky Němen                       | 55°20′39,19″ s. š., 21°17′29,15″ v. d. | 12               | 13                   |                        |                 |                            |                      | Lit-007   |
| Pervalka Pervalkos švyturys         |                                          | Kurská kosa, ostrůvek u mysu Žirgy v Kurském zálivu | 55°25′10,74″ s. š., 21°6′53,53″ v. d.  | 14               | 13                   | Fl W 5s                |                 | 13 (24,1) 7 (13)           | 1900/ 1948 a 1960    |           |
| Juodkrantė Juodkrantės švyturys     |                                          | Baltské moře, Kurský záliv                          | 55°33′23,4″ s. š., 21°6′56,99″ v. d.   | 20               | 75                   | LFl W 8s               |                 | 17 (31,5)                  | 1950                 | C 3334    |
| Klaipėda Klaipėdos švyturys         |                                          | Baltské moře, Klaipeda                              | 56°1′30,58″ s. š., 21°4′55,78″ v. d.   | 40               | 44                   | Iso W 6s               |                 | 18 (33,3) reserva 8 (14,8) | 1740/ 1796 1953      |           |
| Šventoji Šventosios švytury         |                                          | Šventoji                                            | 56°1′30,58″ s. š., 21°4′55,78″ v. d.   | 39               | 42                   | L Fl (3) W 15s Fl W 9s |                 | 17 (31,5) 8 (14,8)         | 1957                 |           |
| Bílý maják                          |                                          | Přístavní molo Klaipeda                             | 55°43′50,02″ s. š., 21°4′47,1″ v. d.   | 7,35             | 10                   | R                      |                 |                            |                      |           |
| SMP–Terminál Būtingė Šventoji gavan | ukotvená plovoucí nákladní bóje–terminál | Baltské moře                                        | 56°2′47,4″ s. š., 20°57′36,61″ v. d.   |                  |                      | Mo(U)Y 8s              |                 | 9 (16,7)                   | 1999                 |           |